# Chen Qi
Chen Qi (chiń. upr. 陈玘; chiń. trad. 陳玘; pinyin Chén Qǐ; ur. 15 kwietnia 1984 w Nantong) – chiński tenisista stołowy. Zawodnik chińskiej kadry narodowej w tenisie stołowym, mistrz olimpijski z Aten, czterokrotny mistrz świata. Zajmuje 17. miejsce w rankingu ITTF (stan na lipiec 2013).

## Osiągnięcia
- Złoty medalista igrzyskach olimpijskich 2004 w Atenach w grze podwójnej
- Dwukrotny mistrz świata w turnieju drużynowym z drużyną chińską (2006, 2008)
- Dwukrotnie złoty (2007, 2009), srebrny (2011) i brązowy (2005) medalista mistrzostw świata w deblu